# Saint-Jacques (metropolitana di Parigi)
Saint-Jacques è una stazione della metropolitana di Parigi sulla linea 6, sita nel XIV arrondissement di Parigi.

## La stazione
La stazione venne aperta nel 1906.
Lutèce non era ancora una città romana quando l'attuale rue Saint-Jacques era già una pista molto trafficata. Essa divenne la strada romana di Genabum (Orléans) e verrà chiamata «la via Superior». Diverrà la strada principale di  Lutèce, la città romana che esisteva nell'attuale Quartiere latino (Giardini del Lussemburgo, Panthéon).

Essa cambiò poi il suo nome in Grant-Rue-Oultre-Petit-Pont.
Intorno al 1230 prese il nome attuale in riferimento ai pellegrini che da qui partivano verso la spagnola città di Santiago di Compostela e dal nome della chiesa di  Saint-Jacques-de-la-Boucherie (l'attuale Tour Saint-Jacques).

## Interconnessioni
- Bus RATP - Orlybus, 216